# Marianne Ruaux

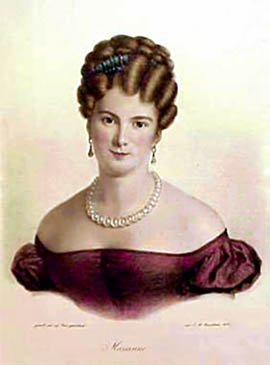
Marianne Ruaux, 1827

Johanna Maria Carolina Ruaux, später verehelichte Schindler (* 2. Juli 1802 in Altona; † 4. Juli 1882 in Eimsbüttel) war eine Hamburger Gastwirtin, die als „die schöne Marianne“ bekannt wurde.

## Herkunft
Maria Ruaux wurde am 2. Juli 1802 in Altona geboren und am 8. Juli des Jahres in der katholischen St.-Joseph-Kirche an der Großen Freiheit getauft. Ihre Eltern – Jean Francois Ruaux und Louise Henriette, geb. Le Vavasseur – stammten aus der Normandie und waren vermutlich von dort vor der Französischen Revolution geflohen. Jean Francois Ruaux betrieb seit 1797 eine Bleicherei auf der Emmausbleiche oder Emahusbleiche.

## Mariannenruh
Maria Ruaux führte seit 1824 oder 1823 das von ihrem Vater gegründete Ausflugslokal „Mariannenruh“ im schleswig-holsteinischen Langenfelde. Das Lokal wurde so beliebt, dass sogar Eintrittsgeld für den Besuch verlangt werden konnte. Viele Gäste „aus besseren Kreisen“ machten der gutaussehenden, liebenswürdigen jungen Wirtin den Hof, darunter (im Sommer 1826) angeblich auch der junge Herzog Karl von Braunschweig. Heinrich Heine, der oft als Verehrer der „schönen Marianne“ genannt wird, hatte aber – wie seine schriftlichen Bemerkungen zeigen – wohl eher ein zwiespältiges Verhältnis zu Maria Ruaux. In seinen 1834 veröffentlichten „Memoiren des Herren von Schnabelewopski“ erwähnte er sie nach Rathaus und Börse als dritte von zehn „Merkwürdigkeiten der Stadt“ Hamburg:
Die schöne Marianne, ein außerordentlich schönes Frauenzimmer, woran der Zahn der Zeit schon seit zwanzig Jahren kaut – nebenbei gesagt, »der Zahn der Zeit« ist eine schlechte Metapher, denn sie ist so alt, daß sie gewiß keine Zähne mehr hat, nämlich die Zeit – die schöne Marianne hat vielmehr jetzt noch alle ihre Zähne und noch immer Haare darauf, nämlich auf den Zähnen.
Am 21. Oktober 1831 oder 21. März 1831 brachte Maria Ruaux ihre erste Tochter Emilie Ludovica Caroline zur Welt. Das Kind blieb zunächst ungetauft (und vermutlich auch ungemeldet); es wuchs die ersten Jahre bei Mariannes Mutter auf.
Kurz vor Emilies Geburt hatte Maria die „Mariannenruh“ aufgegeben und ein neues Lokal am heutigen Doormannsweg in Eimsbüttel eröffnet.

## Heirat und Nachkommen
Am 3. April 1836 heiratete sie den aus Leipzig stammenden, sieben Jahre jüngeren Kaufmann Robert Schindler. Der Eintrag im Kirchenbuch von St. Johannis in Eppendorf zeigt, dass die Braut offenbar versuchte, den Altersunterschied geringer erscheinen zu lassen: Ihre Altersangabe „29 Jahre“ wurde später durchgestrichen und in „34“ geändert. Tatsächlich war sie 33 Jahre alt, wenn die Angabe zu ihrem Geburtsdatum stimmt. Die Zeitung für die elegante Welt meldete die Hochzeit am 25. August 1836 wie folgt:
Unser zweiter Verlust ist Dem. Marianne Ruaux, unter dem Namen der schönen Marianne weltbekannt. Seitdem Heine sie in seinen Reisebildern als public character einführte, hat sie sich unschuldigerweise einen immer ausgebreiteteren quasiliterarischen Ruf erworben. Alle über Hamburg schreibenden Autoren hielten es späterhin für ihre Pflicht, der schönen Nymphe von Eimsbüttel zu gedenken, wie es noch kürzlich in den Beurmann'schen Skizzen geschah, und so hatte sich zuletzt ein weiter Sagenkreis um sie gewoben, der sie in einem gewissen mystischen Helldunkel erscheinen ließ. Wohl war es eine schöne Zeit, als das Bodenfutter aller hamburger Herrenhüte mit den Bildnissen der Mamsell Sontag und der schönen Marianne geschmückt war, und die jungen Elegants zögernd und unschlüssig bei der Wahl verharrten. „Schöne Zeit, ach! nimmer kehrst du wieder.“ Die eine der reizenden Nebenbuhlerinnen hat ihren Ruhm mit einem gräflichen Gesandten vertauscht und unsere Marianne den ihrigen — mit einer einfachen Mannsperson. Sie ist jetzt verheirathet. Sic transit gloria mundi.
Am Tag der Hochzeit wurde die inzwischen viereinhalbjährige Tochter Emilie getauft. Zur Vaterschaft bekannte sich zehn Jahre später John Jochmus aus einer bekannten Hamburger Kaufmannsfamilie. Dieser nahm daraufhin das Kind zu sich und sorgte für eine „standesgemäße“ Ausbildung. 1855 heiratete Emilie den Grafen Felix Carl Otto Johann von Bothmer; das Paar bewohnte das heute noch erhaltene Schloss Bothmer im mecklenburgischen Klütz. Nach dem frühen Tod ihres Ehemannes (1870) wurde Emilie Hofdame im Großherzogtum Weimar und stieg dort bis zur Oberhofmeisterin auf.
Am 4. September 1836 wurde Maria Alwine Schindler geboren. Sie heiratete den 32 Jahre älteren Kaufmann August Simon, dessen Mutter Emilie Simon eine Tochter von Peter Godeffroy war.
Gabriel Henry Robert, der erste Sohn der Schindlers, wurde am 20. Dezember 1837 geboren. Er sollte Kaufmann werden, zog aber eine Laufbahn als Schauspieler und Sänger am Varieté-Theater in St. Pauli (heute: St. Pauli Theater) vor. Er starb 1872 unverheiratet.
1839 zogen die Schindlers aus Eimsbüttel fort und eröffneten in der Dammtorstraße 10/11, in unmittelbarer Nachbarschaft des Stadttheaters (der heutigen Staatsoper), ein Café-Restaurant mit angeschlossener Weinhandlung, das sie 1843 aufgrund wirtschaftlicher Schwierigkeiten aufgeben mussten.
Am 15. Februar 1841 wurde Heinrich Wilhelm Schindler geboren. Er wanderte 1861, kaum zwanzigjährig und mutmaßlich mittellos, nach Argentinien aus. Er diente dort zunächst in der Armee, ging nach einer schweren Verletzung im ersten Gefecht des Paraguay-Krieges (Tripel-Allianz-Krieg) ins Versicherungsgeschäft und erwarb ein Vermögen. Seine in Spanien, Südamerika und USA lebenden Nachkommen sind die einzigen bekannten, heute noch nachweisbaren Nachkommen der „schönen Marianne“. Unter ihnen hält sich die von Generation zu Generation überlieferte Legende, dass Heinrich Wilhelms wirklicher Vater „von blauem Blut“ gewesen sei – möglicherweise Herzog Karl von Braunschweig oder ein Hohenzollern-Prinz.
Maria Schindlers jüngstes Kind, Adolphine Henriette Mathilde, wurde am 21. Februar 1843 geboren. Sie heiratete den Wechselmakler Johann Friedrich Grüttel, hatte mit ihm zwei Töchter und einen Sohn.
Die finanziellen Probleme der Schindlers hatten seit Anfang der 40er Jahre zugenommen. Ersparnisse der „schönen Marianne“ aus der Eimsbütteler Zeit waren weitgehend aufgebraucht. 1848 erklärte sich Robert Schindler für zahlungsunfähig. Kurz zuvor hatte sich Marianne von ihm scheiden lassen, sorgte aber weiter für den als geisteskrank Diagnostizierten, der am 31. Juli 1849 starb. Marianne, schrieb am 24. Juni 1850 das Morgenblatt für gebildete Leser, von dem „Sohn eines Hamburger Kaufmanns“ verlassen, „da die Eltern desselben einer ehelichen Verbindung entgegen waren“, habe sich nach Jahren „so verheirathet, daß sie jezt in den unglücklichsten Verhältnissen lebt. Sie ist vor der Zeit eine alte Frau geworden, obwohl, wer sie genauer ansieht, noch die Züge ehemaliger Schönheit entdeckt.“
Maria Schindler wurde zur alleinerziehenden Mutter von vier Kindern, von denen das älteste 12 Jahre alt war. Mit Unterstützung wohlhabender Freunde aus Hamburgs „besten Familien“, aber wenig geschäftlichem Glück eröffnete die Witwe eine Reihe weiterer Lokale. Ihr letztes, das sie noch bis 1872, nunmehr siebzigjährig, führte, befand sich in der Eimsbüttler Fruchtallee 32. Sie lebte danach in der Bartelsstraße 105 (1872–1874) und im Kleinen Schäferkamp 14, wo sie am 4. Juli 1882 starb. Drei Tage später wurde sie auf dem Friedhof von St. Johannis in Eppendorf begraben, der anstelle des heutigen Marie-Jonas-Platzes, Ecke Eppendorfer Landstraße/Kümmellstraße, lag.

## TV-Serie
1974 wurde Maria Schindler-Ruaux deutschlandweit bekannt durch die ARD-Fernsehserie Die schöne Marianne (mit Hannelore Elsner in der Titelrolle), die 1978 unter dem Titel Das Hotel zur schönen Marianne (mit Nadja Tiller in der Titelrolle), fortgesetzt wurde. Die insgesamt 27 Folgen wurden seither vielmals wiederholt.

## Gedenkstein

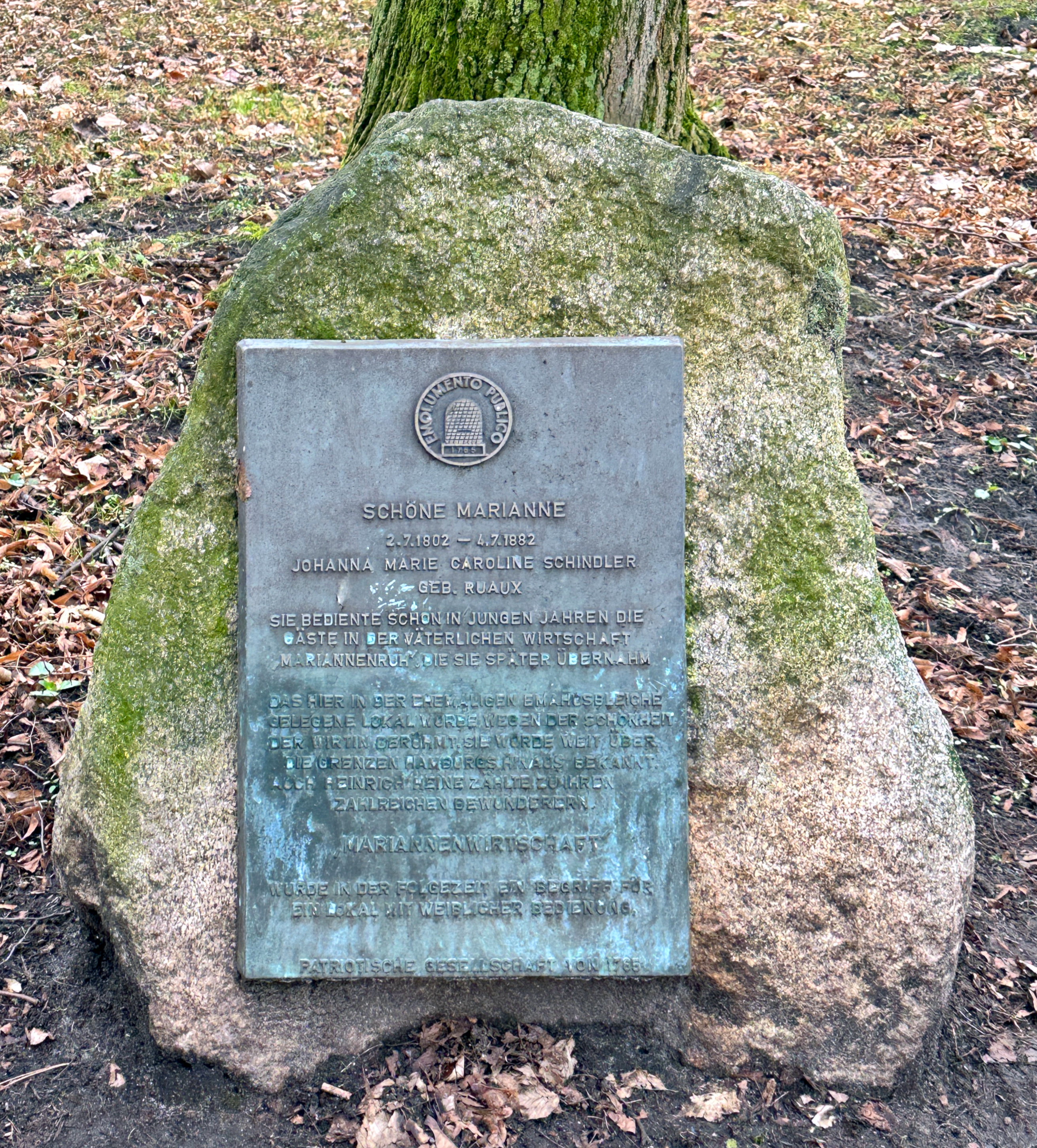
Gedenkstein in Hamburg-Eimsbüttel

Am Eimsbütteler Marktplatz, Ecke Kieler Straße in der Nähe des mutmaßlichen Standorts der "Mariannenruh" wurde am 11. Dezember 2002 auf Initiative der Patriotischen Gesellschaft von 1765 ein Gedenkstein für die "schöne Marianne" mit folgender Inschrift aufgestellt:
Sie bediente schon in jungen Jahren die Gäste in der väterlichen Wirtschaft „Mariannenruh“, die sie später übernahm.
Das hier in der ehemaligen Emahusbleiche gelegene Lokal wurde wegen der Schönheit der Wirtin berühmt. Sie wurde weit über die Grenzen Hamburgs hinaus bekannt. Auch Heinrich Heine zählte zu ihren zahlreichen Bewunderern.
„Mariannenwirtschaft“ wurde in der Folgezeit ein Begriff für ein Lokal mit weiblicher Bedienung.